# 亞洲藏壽司
亞洲藏壽司股份有限公司（日语：アジアくら寿司）為日本藏壽司株式会社在2014年於台灣設立的分公司，主要負責台灣及日本以外之亞洲地區的藏壽司迴轉壽司連鎖餐飲服務。

## 企業沿革
2014年，日本くら寿司株式会社於台灣成立子公司「台灣國際藏壽司股份有限公司」。同年開設台灣一號店（松江南京店）。
2016年，資本額增資至3億1,500萬元，並與經濟部簽訂投資意向書(LOI)。
2017年，設立台灣首間引進日本土藏造型街邊店（台中福科路店），以及全球旗艦館（台北館前店）開幕。
2019年，更名為「亞洲藏壽司股份有限公司」。
2020年，經櫃檯買賣中心核准正式掛牌上櫃（櫃買中心：2754）成為台灣首家掛牌的迴轉壽司業者。
2023年5月8日，在台灣高雄市成立海外首家 「全球最大2000坪旗艦店」。

## 特色
1. 鮮度君：藏壽司獨家專利，半自動式食材保鮮蓋[10]。
2. BIKKURA-PON(扭蛋遊戲)：集滿5個空盤送入回收區後觸控螢幕會出現遊戲，若中獎後即可獲得一顆扭蛋[11]。
3. 高速輸送帶：自動化送餐系統[12]。
4. E型迴轉台：於迴轉軌道周邊設置半包廂式的座位，供家庭客或團體客使用[10]。
5. 每盤壽司設置IC晶片：在鮮度君上方設有IC晶片，商品在迴轉鏈達120分鐘，就會進行廢棄。[13]。
6. 土藏造型街邊店：街邊店採日本土藏(倉庫)型式店面[14]。

## 品牌據點
台灣地區截至2024年10月底止，共計有60家店舖。
- 台北市：7 間
- 新北市：13 間
- 桃園市：6 間
- 新竹市：2 間
- 新竹縣：1 間
- 苗栗縣：1 間
- 基隆市：1 間
- 台中市：11 間
- 彰化縣：2 間
- 嘉義市：2 間
- 台南市：3 間
- 高雄市：8 間
- 屏東市：1 間
- 宜蘭縣：2 間

## 合作聯名
藏壽司扭蛋玩具時常與卡通、電影及連續劇合作等合作，目前合作過對象包括：
小小兵、蠟筆小新、鬼滅之刃、角落生物、名偵探柯南、精靈寶可夢 、LINE FRIENDS 、未來的未來、妖怪手錶 ...等。

## 外部連結
- 藏壽司台灣官網 （页面存档备份，存于）
- 藏壽司 Kurasushi Taiwan 臉書粉絲團 （页面存档备份，存于）